# Gintautas Jakštas
Gintautas Jakštas (* 28. Mai 1990 in Plungė) ist ein litauischer  Politiker, ehemaliger Minister und Vizeminister der Bildung und Wissenschaft. 

## Leben
Nach dem Abitur 2008 an der Saulės-Gymnasium Plungė absolvierte Gintautas Jakštas von 2008 bis 2012 das Bachelorstudium der Ökonometrie
an der Fakultät für Mathematik und Informatik der Universität Vilnius in der litauischen Hauptstadt Vilnius und von 2013 bis 2014 das Masterstudium der Finanz- und Versicherungsmathematik an der Fakultät für Wirtschaftswissenschaften der Universität Tilburg, Niederlande.
Von 2012 bis 2013 war er Spezialist der Unterabteilung der Preise beim Litauischen Statistikamt und von 2015 bis 2016  Preisexperte  im Versicherungsunternehmen AB Lietuvos draudimas. Von 2015 bis 2016 arbeitete er als Politikanalyst am Zentrum für strategische Analyse der Regierung Litauens  und von 2016 bis 2020 Leiter der Unterabteilung Studienpolitik und Karriereanalyse des Zentrums für strategische Analyse der Regierung (STRATA).  
Von Dezember 2020 bis Juli 2023 war er Vizeminister für Bildung und Wissenschaft und damit Stellvertreter der Ministerin Jurgita Šiugždinienė im Kabinett Šimonytė. Nach dem Rücktritt von Šiugždinienė übernahm er am 4. Juli 2023 das Ministerium. Von Juli 2023 bis April 2024 war er Minister für Bildung, Wissenschaft und Sport.

## Familie
Gintautas Jakštas ist verheiratet.